# Henrik II av Guise

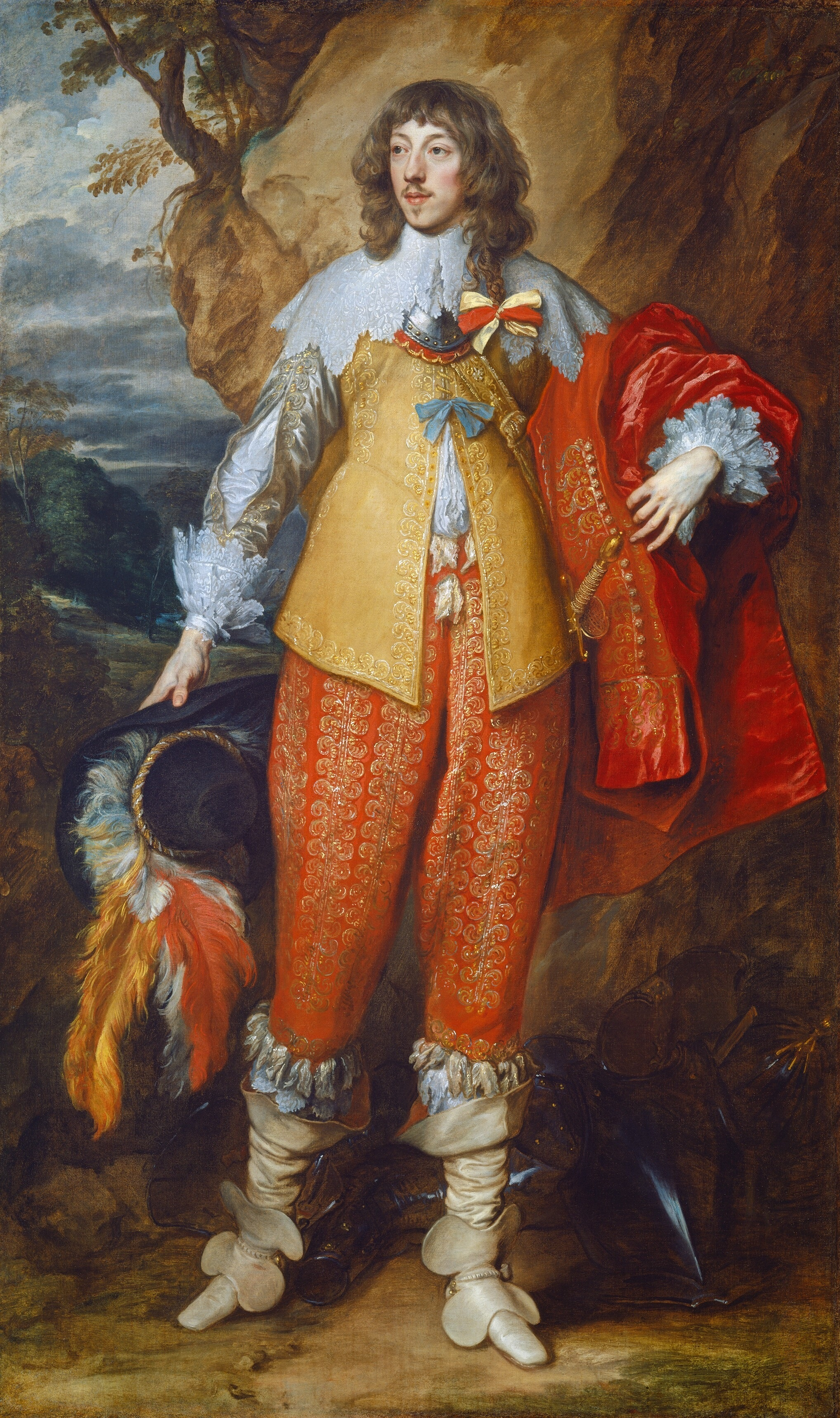
Henrik II av Guise, oljemålning av Anthonis van Dyck, 1634.

Henrik II av Guise, född 4 april 1614, död 2 juni 1664, var en fransk hertig och tronpretendent.
Som yngre son till Charles av Guise anvisades Henrik det andliga ståndet, och utnämndes redan som barn till kardinal. I samband med faderns död övertog han trots detta hertigdömet Guise. Han deltog i konspirationer mot kardinal Armand-Jean du Plessis Richelieu och måste dödsdömd hålla sig i landsflykt till 1644.
Under Masaniellos uppror i Neapel uppträdde han som tronpretendent, åberopade sig på huset Anjous gamla rättigheter, men hölls 1648-52 i fängelse av spanjorerna. 1654 uppträdde han åter som tronpretendent i Neapel, men höll sig därefter stilla vid franska hovet.